# Oktoberfest Zinzinnati

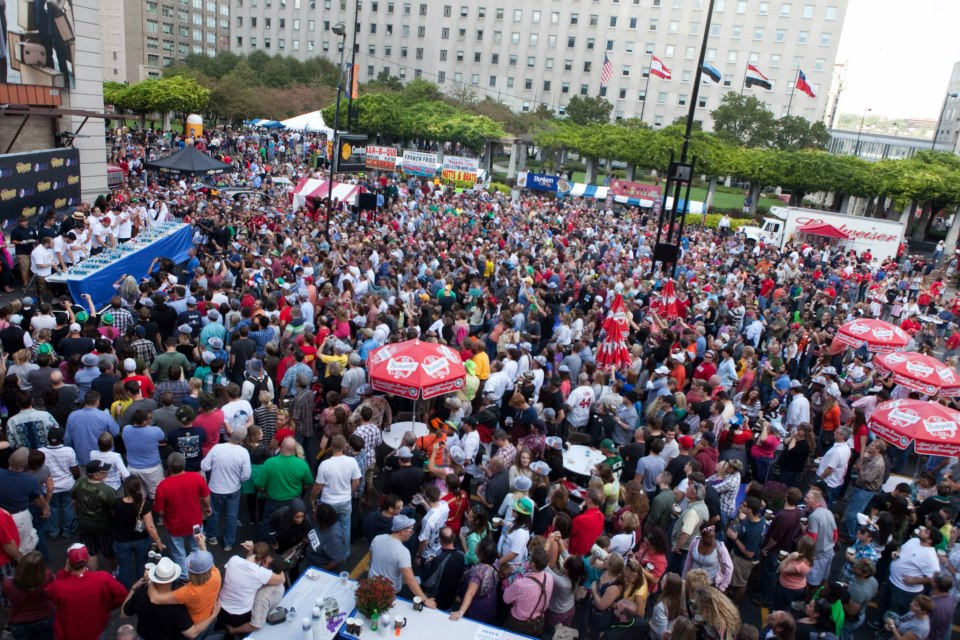
Foto aus dem Jahr 2012 während des jährlichen Bratwurstwettessens (Wettessen).

Das Oktoberfest Zinzinnati in der US-amerikanischen Stadt Cincinnati, im Bundesstaat Ohio, ist ein seit 1976 alljährlich Ende September stattfindendes Volksfest, das dem originären Münchner Oktoberfest nachempfunden und, zeitlich zu dessen ersten Wochenende, drei Tage lang stattfindet. Es findet in Downtown Cincinnati [Stadtmitte] statt, wofür mehrere Straßen gesperrt werden, und ist mit Besucherzahlen von 575.000 bis 675.000 in den letzten Jahren das größte Oktoberfest in den Vereinigten Staaten.
Im Jahr 2020 musste das traditionelle Konzept aufgrund der COVID-19-Pandemie geändert werden und es fand als Hybridkonzept in ausgewählten Bars, Restaurant und Zuhause (online/Streaming der Veranstaltung) über 10 Tage (18. bis 27. Oktober) lang statt. Die traditionellen Veranstaltungen fanden dementsprechend ohne Zuschauer statt, es konnten Oktoberfestpakete für Zuhause bestellt werden. Das Oktoberfest 2021 fand wieder in gewohnter Form statt und war, nachdem das Münchner das zweite Jahr in Folge und die beiden anderen großen Oktoberfeste im brasilianischen Blumenau und in der kanadischen Zwillingsstadt Kitchener-Waterloo ausfielen, das größte Oktoberfest der Welt. Zudem ging es erstmals in seiner Geschichte über vier Tage, von Donnerstag bis Sonntag.

## Anmerkung
1. ↑  angelehnt an die veraltete deutschsprachige Schreibweise für Cincinnati